# Xanthorhoe malleola
Xanthorhoe malleola là một loài bướm đêm trong họ Geometridae.